# Circuito de Getxo 2000
Il Circuito de Getxo 2000, cinquantacinquesima edizione della corsa, si svolse l'30 luglio 2000 su un percorso di 175 km, con partenza e arrivo a Getxo. Fu vinto dallo spagnolo César Garcia Calvo della Relax-Fuenlabrada davanti all'italiano Alessandro Bertolini e allo spagnolo Rafael Diaz Justo.

## Ordine d'arrivo (Top 10)
| Pos. | Corridore                      | Squadra                   | Tempo    |
| ---- | ------------------------------ | ------------------------- | -------- |
| 1    | César Garcia Calvo             | Relax-Fuenlabrada         | 4h10'25" |
| 2    | Alessandro Bertolini           | Alessio                   | s.t.     |
| 3    | Rafael Diaz Justo              | ONCE-Deutsche Bank        | s.t.     |
| 4    | Dave Bruylandts                | Palmans-Ideal             | s.t.     |
| 5    | Juan Manuel Cuenca Martinez    | Kelme                     | s.t.     |
| 6    | Óscar Sevilla                  | Kelme                     | a 3"     |
| 7    | Kurt Asle Arvesen              | Amica Chips-Tacconi Sport | a 1'09"  |
| 8    | Unai Etxebarria Arana          | Euskaltel-Euskadi         | s.t.     |
| 9    | Juan José De Los Angeles Segui | Kelme                     | s.t.     |
| 10   | Pieter Vries                   | Farm Frites               | s.t.     |